# We Didn't Start the Fire (Fall Out Boy)

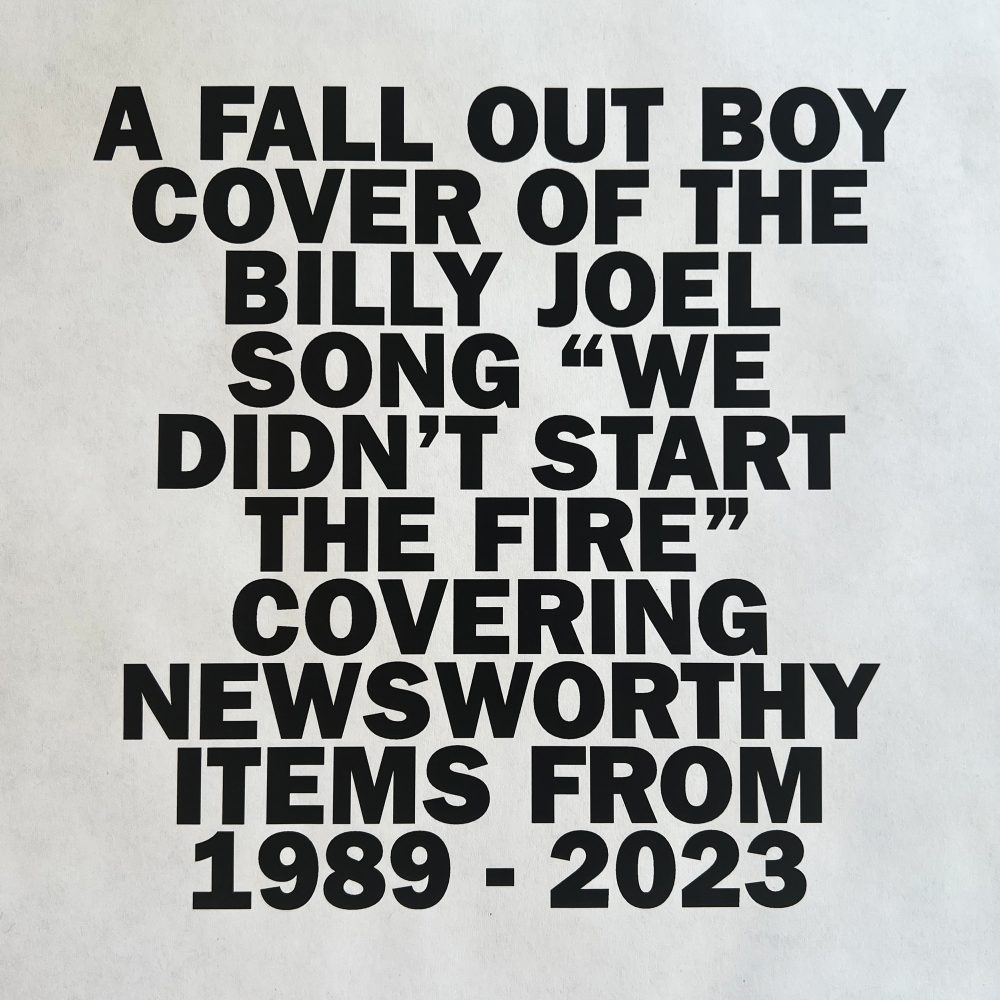

We Didn't Start the Fire is een single uit 2023 van de Amerikaanse rockband Fall Out Boy. Het lied is een cover van Billy Joels origineel We didn't start the fire uit 1989. In het lied van de Fall Out Boy worden verschillende gebeurtenissen benoemd tussen 1989 en 2023. Verschillende recensenten hebben negatief gereageerd zoals Chris DeVille, de staf van Slate, Alexandra del Rosario van de Los Angeles Times, hierbij worden de veranderingen in de toon, en de inhoud van de teksten bekritiseerd.

## Samenstelling
We Didn't Start the Fire is, net zoals de originele versie van Billy Joel uit 1989, een catalogus van belangrijke gebeurtenissen in de wereldgeschiedenis gedurende een bepaalde periode. In het origineel werd vooral gezongen over gebeurtenissen die plaats hebben gevonden in en rond de Koude Oorlog, vanaf 1949, het geboortejaar van Joel, en 1989, het jaar waarin het lied uitkwam. In de nieuwe versie gaat het vooral over gebeurtenissen tussen 1989 en 2023. In deze versie zitten verwijzingen naar de Brexit, de bomaanslag op de marathon van Boston; Bush v. Gore en Myspace.

In het nummer van Fall Out Boy zijn de verschillende gebeurtenissen niet in chronologische volgorde. Op een gegeven moment wordt er verwezen naar Rodney King naast deepfakes. Wentz vertelde over die keuze in een interview met Zane Lowe :
Luister, we hebben ons best gedaan. Maar het was heel moeilijk. De zijne (verwijzend naar het origineel van Billy Joel) is ook niet helemaal in chronologische volgorde, maar wel meer in chronologische volgorde dan de onze. We wilden gewoon de zin:''JFK blown away'' behouden, en ik denk duidelijk dat de World Trade-zin belangrijk was. Je herinnert je precies waar je was. Het is dus niet geheel op chronologische volgorde, maar het is wat het is. Luister, we wilden dat het internet ook nog steeds iets te klagen had.
 De grootste gebeurtenis die ontbreekt, is mogelijk de COVID-19-pandemie; Wentz haalt de ubiquiteit van de gebeurtenis aan en de behoefte aan rijmruimte voor Bush v. Gore bij het uitleggen waarom het niet was opgenomen in het lied.

## Tekst
De volgende historische gebeurtenissen worden vermeld:
- Captain Planet
- Arab Spring
- LA Riots
- Rodney King
- Deepfakes
- Aardbevingen
- Iceland Volcano
- Oklahoma City Bombing
- Kurt Cobain
- Pokémon
- Tiger Woods
- Myspace
- Monsanto GMOs
- Harry Potter
- Twilight
- Dood van Michael Jackson
- Kernramp van Fukushima
- Krim
- Cambridge Analytica
- Kim Jong-un
- Robert Downey jr. Iron Man
- Oorlog in Afghanistan
- Cubs go all the way again
- Barack Obama
- Steven Spielberg
- Explosie in de haven van Beiroet
- Theodore Kaczynski (Unabomber)
- John Bobbit
- Bomaanslagen tijdens de marathon van Boston op 15 april 2013
- Balloon Boy
- Strijd tegen terrorisme
- QAnon
- Afzetprocedure tegen Donald Trump  (Donald Trump gets impeached twice)
- Klimaatverandering (Polar bears got no ice)
- Fyre fest
- The Black Parade
- Michael Phelps
- Millenniumbug (Y2K)
- Boris Johnson
- Brexit
- Kanye West
- Taylor Swift
- Stranger Things
- Tiger King
- Ever given suez
- Sandy Hook
- Bloedbad op Columbine High School (Columbine)
- Sandra Bland and Tamir Rice
- ISIS
- LeBron James
- Shinzo Abe wordt neergeschoten (Shinzo Abe blown away)
- Meghan Markle
- Dood van George Floyd (George Floyd)
- Burj Khalifa
- Metroid
- Fermiparadox
- Venus en Serena Williams
- Michael Jordan 23
- YouTube killed MTV
- Spongebob
- Golden State Killer caught
- Michael Jordan 45
- Woodstock '99
- Keaton Batman
- Bush vs. Gore
- Elon Musk
- Colin Kaepernick
- Texas failed electric grid
- Jeff Bezos
- Klimaatverandering
- Uitsterven van de Witte neushoorn (White rhino goes extinct)
- Plasticsoep in de Noordelijke Grote Oceaan (Great Pacific Garbage Patch)
- Tom DeLonge and aliens
- Marsrover
- Avatar
- Zelfrijdende elektrische auto's (Self-driving electric cars)
- SSRI's
- Prince en the Queen overlijden (Prince and the Queen die)
- Aanslagen op 11 september 2001 (World Trade, second plane)